# Nkogoa feae
Genre
Espèce
Nkogoa feae, unique représentant du genre Nkogoa, est une espèce d'opilions laniatores de la famille des Assamiidae.

## Distribution
Cette espèce est endémique du Congo-Brazzaville. Elle se rencontre vers NKogo.

## Description
Le mâle syntype mesure 6,5 mm.

## Publication originale
- Roewer, 1927 : « Weitere Weberknechte I. 1. Ergänzung der: "Weberknechte der Erde", 1923. » Abhandlungen des Naturwissenschaftlichen Vereins zu Bremen, vol. 26, p. 261–402.